# K.K. Partizan 1991-1992
Questa pagina raccoglie le informazioni riguardanti il Košarkaški klub Partizan nelle competizioni ufficiali della stagione 1991-1992.

## Roster
| N° | Naz.                  | Ruolo | Sportivo              |  | Alt. |  |
| -- | --------------------- | ----- | --------------------- |  | ---- |  |
| 4  | Jugoslavia (bandiera) | P     | Aleksandar Đorđević   |  | 188  |  |
| 5  | Jugoslavia (bandiera) | G     | Predrag Danilović     |  | 198  |  |
| 6  | Jugoslavia (bandiera) | AP    | Nikola Lončar         |  | 198  |  |
| 7  | Jugoslavia (bandiera) | P     | Igor Perović          |  | 190  |  |
| 8  | Jugoslavia (bandiera) | C     | Zoran Stevanović      |  | 207  |  |
| 9  | Jugoslavia (bandiera) | AG    | Igor Mihajlovski      |  | 205  |  |
| 10 | Jugoslavia (bandiera) | AP    | Dragiša Šarić         |  | 202  |  |
| 11 | Jugoslavia (bandiera) | C     | Željko Rebrača        |  | 213  |  |
| 12 | Jugoslavia (bandiera) | AG    | Mlađan Šilobad        |  | 208  |  |
| 13 | Jugoslavia (bandiera) | AG    | Slaviša Koprivica     |  | 205  |  |
| 14 | Jugoslavia (bandiera) | P     | Vladimir Dragutinović |  | 192  |  |
| 15 | Jugoslavia (bandiera) | AP    | Ivo Nakić             |  | 200  |  |
| 16 | Jugoslavia (bandiera) | AG    | Branko Sinđelić       |  | 204  |  |
|    | Jugoslavia (bandiera) | All.  | Željko Obradović      |  |      |  |